# Medusa (album, Paradise Lost)
Medusa je patnácté studiové album britské doommetalové hudební skupiny Paradise Lost. Vydáno bylo 1. září 2017 u vydavatelství Nuclear Blast. Oproti předchozím deskám se kapela hudebně posunula ke sludge metalu; vliv na tom měla podle kytaristy a skladatele Grega Mackintoshe především píseň „Benearh Broken Earth“ z předchozí desky The Plague Within (2015). Po jejím dokončení totiž členové skupiny chtěli „dělat muziku právě takto.“ Přebal alba znázorňuje medusu z řecké mytologie; jeho autorem je Branca Studio.

## Seznam skladeb
Hudbu složil(i) Greg Mackintosh, texty napsal(i) Nick Holmes.
| Pořadí         | Název                   | Délka |
| -------------- | ----------------------- | ----- |
| 1.             | Fearless Sky            | 8:30  |
| 2.             | Gods of Ancient         | 5:50  |
| 3.             | From the Gallows        | 3:42  |
| 4.             | The Longest Winter      | 4:31  |
| 5.             | Medusa                  | 6:20  |
| 6.             | No Passage for the Dead | 4:16  |
| 7.             | Blood and Chaos         | 3:51  |
| 8.             | Until the Grave         | 5:41  |
| Celková délka: | Celková délka:          | 42:41 |

## Obszaení
- Nick Holmes – zpěv
- Gregor Mackintosh – kytara
- Aaron Aedy – kytara
- Stephen Edmondson – basová kytara
- Waltteri Väyrynen – bicí

Technická podpora
- Branca Studio – přebal alba
- Jaime Gomez Arellano – producent